# Meindert DeJong
Meindert DeJong (* 4. März 1906 in Wierum, Friesland; † 16. Juli 1991) war ein niederländisch-amerikanischer Kinderbuchautor.
DeJong emigrierte mit seiner Familie 1914 in die USA. Sein erstes Buch The Big Goose and the Little White Duck wurde 1938 publiziert.

## Bibliographie

### Kinder- und Jugendbücher
- The Big Goose and the Little White Duck, 1938
- Ein Feuer im Walde. Illustrationen von Fritz Loehr. Übersetzt von Mathilde Lippold. Schaffstein Verlag, 1954 (Originaltitel: Smoke above the lane)
- Das Rad auf der Schule. Übersetzt von Katrin und Richard Kaufmann. Illustrationen von Marianne Richter. Schaffstein Verlag, 1956 (Originaltitel: The Wheel on the school)
- Dirks Freund Bello. Illustrationen von Fritz Loehr. Übersetzt von Marie Morgenstern. Schaffstein Verlag, 1957 (Originaltitel: Dirk's dog Bello)
- Tien Pao, ein Chinesenjunge. Illustrationen von Heiner Rothfuchs. Übersetzt von Lore Wiesner. Schaffstein Verlag, 1958 (Originaltitel: The House of sixty fathers)
- Grosser Hund und kleine Henne. Illustrationen von Heiner Rothfuchs. Übersetzt von Leopold Voelker. Schaffstein Verlag, 1960 (Originaltitel: Along came a dog)
- Das schneeweisse Kätzchen. Illustrationen von F. J. Tripp. Übersetzt von Leopold Voelker. Schaffstein Verlag, 1961 (Originaltitel: The Cat that walked a week)
- Das siebente Kätzchen. Illustrationen von Irene Schreiber. Übersetzt von Hertha von Gebhardt. Schaffstein Verlag, 1962 (Originaltitel: The last little Cat)
- Die Wiege auf den Wellen. Illustrationen von Margot Schaum. Übersetzt von Katrin Kaufmann. Schaffstein Verlag, 1964 (Originaltitel: The Tower by the sea)
- Maarten der Eisläufer. Illustrationen von Hetty Krist. Übersetzt von Lore Leher. Herder Verlag, 1967 (Originaltitel: Far out the long canal)
- David bekommt einen Freund. Illustrationen von Hetty Krist. Übersetzt von Lore Leher. Herder Verlag, 1968 (Originaltitel: Shadrach)
- Das Pferd, das im Sturm kam. Illustrationen von Erich Hölle. Übersetzt von Irmela Brender. Boje Verlag, 1972 (Originaltitel: A horse came running)
- Die blaue Katze, die Oliven isst. Übersetzt von Irmela Brender. Boje Verlag, 1973 (Originaltitel: The Easter cat)
- Raymond und sein Pferd. Übersetzt von Lore Leher. Maier Verlag, 1975, ISBN 3-473-39204-9 (Originaltitel: The singing hill)
- Komm heim, Candy! Eine Hundegeschichte. Übersetzt von Lore Leher. Maier Verlag, 1976, ISBN 3-473-39168-9 (Originaltitel: Hurry home, Candy)

### Sachbücher
- Die Gewaltigen: Grosse Männer und Frauen aus biblischer Frühzeit. Illustrationen von Hans Sauerbruch. Übersetzt von Elisabeth Penserot. Bahn Verlag, 1961 (Originaltitel: The mighty Ones)

## Auszeichnungen
- 1955 Newbery Medal für The Wheel on the School
- 1957 Deutscher Jugendliteraturpreis für Das Rad auf der Schule
- 1962 Hans Christian Andersen Award
- 1969 National Book Award in der Kategorie „Kinderbuch“ für Journey from Peppermint Street